# Malków
Malków – wieś w Polsce położona w województwie łódzkim, w powiecie opoczyńskim, w gminie Żarnów.
| SIMC    | Nazwa   | Rodzaj    |
| ------- | ------- | --------- |
| 0557760 | Podgaje | część wsi |

W latach 1975–1998 miejscowość administracyjnie należała do województwa piotrkowskiego.